# Peter Nicholls
Pour les articles homonymes, voir Nicholls et Peter Nicholls.
Œuvres principales
- The Encyclopedia of Science Fiction

Peter Douglas Nicholls, né le 8 mars 1939 à Melbourne (Australie) et mort le 6 mars 2018 dans la même ville,, est un lexicographe et auteur australien écrivant sur l'histoire de la littérature de science-fiction. 
Avec John Clute, il est le cofondateur et le coéditeur de l'Encyclopedia of Science Fiction.